# Hollies (1965)
Hollies of Hollies '65 is het derde studioalbum van The Hollies. Er zijn twee versies. 

## Britse/Europese versie
Het werd uitgegeven door Parlophone Records in 1965.Het album verscheen oorspronkelijk alleen in een monoversie, pas in 1969 kwam er een stereoversie op de markt onder de titel 'Reflection'. Als vaker met mono/stereoversies verscheen in het compact disc-tijdperk een schijfje met beide versies; er verscheen ook een versie met kopelling met het volgende album.
So lonely werd uitgebracht als single, maar had in Nederland geen succes. De single Look through any window, dat ongeveer gelijk met het album werd uitgebracht, maar niet op dit of het volgend album stond, had wel succes.

### Musici
- Allan Clarke – zang, mondharmonica
- Bobby Elliott - slagwerk
- Eric Haydock - basgitaar
- Tony Hicks – eerste gitaar, zang
- Graham Nash - slaggitaar, zang

### Muziek
De naam Ransford staat synoniem voor Allan Clarke, Tony Hicks, Graham Nash of een combinatie daarvan.

| Nr. | Titel                                           | eerste zangstem | Duur |
| --- | ----------------------------------------------- | --------------- | ---- |
| 1.  | Very last day (Noel Stookey, Peter Yarrow)      | Clarke          | 2:58 |
| 2.  | You must believe me (Curtis Mayfield)           | Clarke          | 2:08 |
| 3.  | Put yourself in my place (Ransford)             | Clarke en Nash  | 2:40 |
| 4.  | Go go go (down the line) (Roy Orbison)          | Clarke          | 2:03 |
| 5.  | That's my desire (Carroll Loveday, Helmy Kresa) | Clarke          | 2:27 |
| 6.  | Too many people (Ransford)                      | Clarke          | 2:38 |

| Nr. | Titel                                    | eerste zangstem | Duur |
| --- | ---------------------------------------- | --------------- | ---- |
| 7.  | Lawdy Miss Clawdy (Lloyd Price)          | Clarke          | 1:50 |
| 8.  | When I come home to you (Ransford)       | Clarke          | 2:26 |
| 9.  | Fortune teller (Naomi Neville)           | Clarke          | 2:27 |
| 10. | So lonely (Ransford)                     | Clarke en Nash  | 2:36 |
| 11. | I've been wrong (Ransford)               | Clarke en Nash  | 1:56 |
| 12. | Mickey's monkey (Holland-Dozier-Holland) | Clarke          | 2:30 |

### Lijsten
Nederland had nog geen albumlijst. In Engeland haalde het de achtste plaats.
| Hitnotering: 02-10-1965 t/m 07-01-1966 | Hitnotering: 02-10-1965 t/m 07-01-1966 | Hitnotering: 02-10-1965 t/m 07-01-1966 | Hitnotering: 02-10-1965 t/m 07-01-1966 | Hitnotering: 02-10-1965 t/m 07-01-1966 | Hitnotering: 02-10-1965 t/m 07-01-1966 | Hitnotering: 02-10-1965 t/m 07-01-1966 | Hitnotering: 02-10-1965 t/m 07-01-1966 | Hitnotering: 02-10-1965 t/m 07-01-1966 | Hitnotering: 02-10-1965 t/m 07-01-1966 | Hitnotering: 02-10-1965 t/m 07-01-1966 | Hitnotering: 02-10-1965 t/m 07-01-1966 | Hitnotering: 02-10-1965 t/m 07-01-1966 | Hitnotering: 02-10-1965 t/m 07-01-1966 | Hitnotering: 02-10-1965 t/m 07-01-1966 | Hitnotering: 02-10-1965 t/m 07-01-1966 |
| Week:                                  | 1                                      | 2                                      | 3                                      | 4                                      | 5                                      | 6                                      | 7                                      | 8                                      | 9                                      | 10                                     | 11                                     | 12                                     | 13                                     | 14                                     |                                        |
| -------------------------------------- | -------------------------------------- | -------------------------------------- | -------------------------------------- | -------------------------------------- | -------------------------------------- | -------------------------------------- | -------------------------------------- | -------------------------------------- | -------------------------------------- | -------------------------------------- | -------------------------------------- | -------------------------------------- | -------------------------------------- | -------------------------------------- | -------------------------------------- |
| Positie:                               | 19                                     | 9                                      | 9                                      | 8                                      | 9                                      | 10                                     | 10                                     | 11                                     | 12                                     | 10                                     | 10                                     | 14                                     | 17                                     | 17                                     | uit                                    |

## Amerikaanse versie
De Amerikaanse versie was aangepast. De nummers Fortune teller en Mickey’s monkey waren verwijderd en de singles I'm alive en Look through any window waren toegevoegd. Vervolgens werden de andere tracks in een andere volgorde gezet. De hoes van het album van de Amerikaanse versie is die van In the Hollies Style, een album dat destijds niet in de Verenigde Staten is uitgegeven.

### Muziek
| Nr. | Titel                          | Duur |
| --- | ------------------------------ | ---- |
| 1.  | I'm alive (Clint Ballard, Jr.) | 2:23 |
| 2.  | Very last day                  |      |
| 3.  | You must believe me            |      |
| 4.  | Put yourself in my place       |      |
| 5.  | Down the line                  |      |
| 6.  | That's my desire               |      |

| Nr. | Titel                                                        | Duur |
| --- | ------------------------------------------------------------ | ---- |
| 1.  | Look through any window (Graham Gouldman, Charles Silverman) | 2:16 |
| 2.  | Lawdy Miss Clawdy                                            |      |
| 3.  | When I come home to you                                      |      |
| 4.  | So lonely                                                    |      |
| 5.  | I've been wrong before                                       |      |
| 6.  | Too many people                                              |      |